# Charles Stinson
Charles Herbert Stinson (* 17. Dezember 1931 in Los Angeles County, Kalifornien; † 12. März 2012 in White River Junction, Vermont) war ein US-amerikanischer Religionswissenschaftler.

## Leben
Charles Stinson entstammte der Ehe von Herbert H. Stinson, einem Hollywood-Drehbuchautor, Autor für Black Mask sowie Journalist für The Los Angeles Times, und Evelyn Mae Stinson. Nach dem Abschluss am Immaculate Heart College in Los Angeles (Bachelor in Scholastischer Philosophie in summa cum laude; 1962), einem Abschluss an der Georgetown University in Washington (Master in Griechischer und Mittelalter-Philosophie; 1964), einem Abschluss an der Katholischen Universität von Amerika in Washington (Master in Dogmatik; 1966) wurde er 1970 am Columbia University-Union Theological Seminary in New York in Historischer Theologie promoviert (PhD).
Stinson lehrte von 1968 bis zu seiner Emeritierung 2003 an der religionswissenschaftlichen Fakultät des 1769 gegründeten Dartmouth College in Hanover, New Hampshire, das Fach Christliche Religion im Mittelalter. Er war von 1989 bis 2002 Mitglied der American Academy of Religion (AAR).
Stinson schrieb ein weit beachtetes Werk über Beda Venerabilis, einen angelsächsischen Benediktinermönch, Theologen und Geschichtsschreiber.